# 다마시
다마시(일본어: 多摩市)는 일본 도쿄도에 있는 시이다.

## 지리
도쿄도 남부에 위치한다. 동쪽으로 이나기시, 서쪽으로 히노시, 하치오지시, 남쪽으로 마치다시, 북쪽으로 후추시와 접하고 남동쪽으로 가나가와현 가와사키시 아사오구와 접한다.
도시는 도쿄 남서부에서 가나가와현까지 걸쳐 있는 광대한 구릉 지역인 다마 구릉의 북부에 위치한다. 이 지역 전체는 역사적으로 다마로 불렸고 이러한 이유로 시 경계를 넘어 다마라는 이름이 도처에 널려 있다. 일례로 몇 km 떨어진 곳에 가나가와현 가와사키시 관할의 다마구가 있다. 다마강은 시의 북쪽 경계를 이룬다.

## 역사
다마는 1889년 4월 1일에 10여 개의 촌이 합쳐져 미나미타마군에 속하는 다마촌으로 설립되었다. 1964년 4월 1일에 다마촌은 다마정으로 승격되었다. 1966년에 다마 뉴타운의 건설이 시작되었고 1971년에 첫 번째 입주자들이 들어오기 시작했다. 1971년 11월 1일에 다마정은 다마시가 되었고 미나미타마군은 해체되었다. 다마는 미나미타마군의 마지막 정이었다.

## 교육
- 다마 대학
- 오쓰마 여자대학
- 고쿠시칸 대학 다마 캠퍼스

## 교통
- 게이오 전철
  - 게이오선
  - 사가미하라선

- 오다큐 전철
  - 다마선

- 다마 도시 모노레일
  - 다마 도시 모노레일선

## 인구
| 연도 | 인구    | ±%      |
| ---- | ------- | ------- |
| 1920 | 4,111   | —       |
| 1930 | 4,497   | +9.4%   |
| 1940 | 5,158   | +14.7%  |
| 1950 | 7,394   | +43.4%  |
| 1960 | 9,746   | +31.8%  |
| 1970 | 30,672  | +214.7% |
| 1980 | 95,248  | +210.5% |
| 1990 | 144,489 | +51.7%  |
| 2000 | 145,862 | +1.0%   |
| 2010 | 147,648 | +1.2%   |
| 2020 | 146,951 | −0.5%   |

## 주요 인물
- 오가타 히로토(ヒロト): 록 밴드 Alice Nine의 기타리스트.
- 산조오 마사유키(三條雅幸): NHK의 아나운서

## 픽션

### 애니메이션
- 귀를 기울이면